# Mikita Korzun
Mikita Iwanawicz Korzun, biał. Мікіта Іванавіч Корзун (ur. 8 marca 1995 w Mińsku, Białoruś) – białoruski piłkarz, grający na pozycji pomocnika w klubie FK Aktobe.

## Kariera piłkarska

### Kariera klubowa
Wychowanek Szkoły Sportowej Dynama Mińsk. Pierwszy trener Rusłan Azarionak. W 2011 rozpoczął karierę piłkarską w drużynie rezerw Dynamy Mińsk, a 26 września 2012 debiutował w podstawowym składzie. 1 lutego 2016 został zawodnikiem Dynama Kijów. 24 lipca 2018 wrócił do Dynamy Mińsk na zasadach wypożyczenia. 24 stycznia 2019 został wypożyczony do Al-Fateh SC. 2 września 2019 został wypożyczony do UD Vilafranquense. 2 września 2020 przeszedł do Szachciora Soligorsk.

### Kariera reprezentacyjna
Od 2015 bronił barw młodzieżowej reprezentacji Białorusi. Wcześniej występował w juniorskiej reprezentacji Białorusi.
W seniorskiej reprezentacji zadebiutował 27 maja 2016 w przegranym 0:3 meczu z Irlandią Północną.

## Sukcesy i odznaczenia

### Sukcesy piłkarskie
Dynama Mińsk
- wicemistrz Białorusi (2): 2014, 2015
- brązowy medalista Mistrzostw Białorusi: 2013
- finalista Pucharu Białorusi: 2012/13

Dynamo Kijów
- mistrz Ukrainy: 2015/16
- zdobywca Superpucharu Ukrainy: 2016

### Odznaczenia
- nominowany do nagrody Piłkarska Nadzieja Białorusi: 2013